# 장중경
장중경

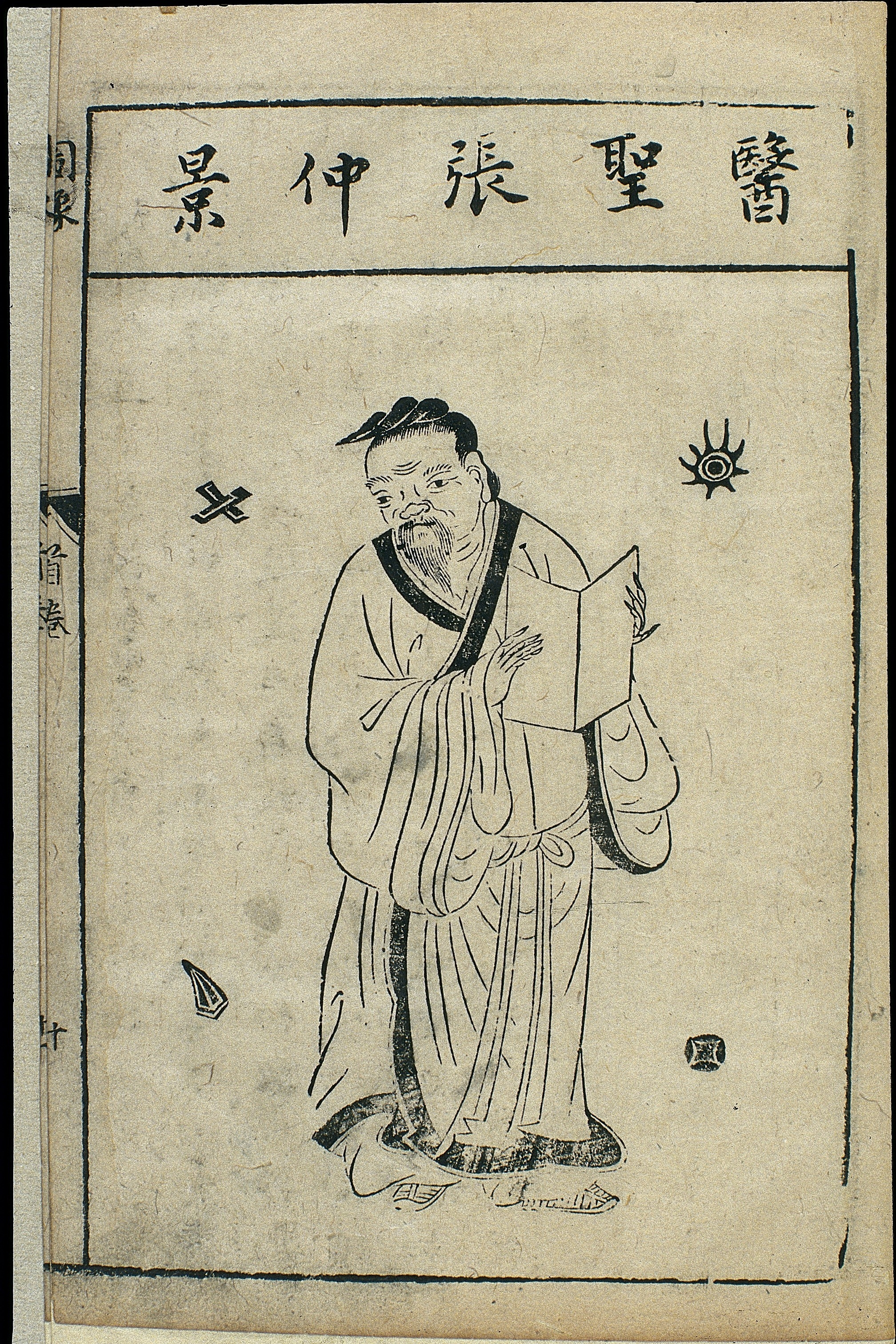

(張仲景, 150년 ~ 219년)의  본명은 장기(張機)이며 조조, 유비, 화타와 동시대 사람으로 중국 후한 말기의 유명한 중의사이다. 중국 의학계에서 '의성' 또는 '의학의 원조'로 칭하고 있다.

## 소개
<삼국지>, <후한서> 같은 역사서 어디에도 장중경의 전기는 없지만 송나라때 장중경의 저서인 상한론을 교정본 적이 있다. 교정후에 교정의서국의 의관 한명이 이렇게 서문을 기록했다.
```
    
장중경은 
후한서
에 전기가 없고 
명의록
에 이렇게 기록되어있다. 남양사람으로 이름은 기요, 중경은 그의 자이다. 효렴에 천거되어 관직이 장사태수까지 올랐다. 처음에 같은 마을의 장백조에게 
의술
을 전수받았다. 당시 사람들은 의술에 대한 지식과 효용이 스승을 뛰어넘었다고 말했다.
```

'관직이 장사태수에 올랐다.'는 어느 역사서에도 기록되어 있지만 장사태수에 관한 기록이 몇년간 비어있는 때가 있는데 아마도 그때가 아닐까라고 추측하는 사람도 있다.

## 저서
- 상한잡병론

과거와 현재의 경험을 종합하고 자신의 실전 의료 경험까지 망라하여 저술하였고 총 16권이다. 이는 동한, 서한시대 이전의 의학을 집대성한 저서로 평가받는다. 후대 임상의학 본보기가 되었으며 현재에도 일부의사들이 이 저서에 기록된 내용을 토대로 처방을내리고있다.
현재에는 <상한론>, <금궤요략> 두 권만이 전해 내려오고 있다. 장중경은 위 저서에서 진맥과 임상경험을 종합하여 총 20여 종의 병과 관련된 맥에 대해 언급하고 언급하고 있다. 이는 현재 사용하는 방법과도 큰 차이가 없다.
1. 상한론
2. 금궤요략
3. 오장론
4. 구치론

상한론은 차가운 기운에 의한 발열성 질병을 논하고 있으며 발열성 전염병의 치료방법을 변증법적으로 설명하고 있다. 113개의 처방전이 기록되어 있으며 사용된 약재는 170여종에 이른다.
금궤요략은 내과의 각종 병과 외과, 부인병 등에 대해 논하고 있다. 총 262개의 처방전이 기록되어 있으며 사용된 약재는 214종이다.

## 상한론
*상한론
상한론은 책 제목 그대로 한기, 즉 찬 기운에 상했을 때 몸이 어떻게 반응하고 증상이 나타나며 어떻게 치료해야 되는지에 대해 쓴 책이고 중의학을 집대성한 책이다.한나라 말경인 220년 전 즈음에 장중경이 편찬하였다.
*효과
장중경의  상한론은 당시 감염병에 대한 매우 체계적이고 혁신적인 치료법을 제시한 한의학 고전으로, 전염병의 발전 단계에 따른 진단과 치료 방법을 구체적으로 설명하고 있다. 이 책은 도교나 불교의 신성적인 사상에서 벗어나 실질적인 의학적 접근을 통해 병의 상태와 증상에 맞춘 치료법을 발전시켰다. 특히 "육경변증(六經辨證)"이라는 체계는 인체의 생리와 병리, 치료 방법을 상세히 구분해 오늘날 한의학에도 큰 영향을 미치고 있다. 또한  상한론은 병을 치료할 때 면역력을 증강시키는 약물의 사용을 강조했다.이는 약물을 통해 면역 반응을 유도하고, 이를 통해 환자가 자연적으로 병을 극복할 수 있도록 하는 방식으로 이해된다. 이는 현대 면역학적 이해와도 연관이 있는 중요한 개념으로 여겨진다. 상한론의 이러한 혁신적인 치료법은 한의학의 진보에 큰 공헌을 했으며, 이를 통해 다양한 질병을 치료하는 원리를 세우는 데 기여했다.

## 의학 철학
장중경의 의학 철학은 병의 근원을 파악하고, 인체의 자연 치유력을 극대화하는 데 중점을 두었다. 그는 치료에 있어서 약물의 남용을 경계하고, 몸의 균형을 맞추는 섭생을 중요시했다. 이는 서양의 히포크라테스 의학 철학과도 유사하게, 최소한의 약물 사용과 자연 치유의 원칙을 강조하는 접근법을 취했다.특히 장중경의 처방에서 중요한 점은 개별 환자의 증상에 맞춰서 치료를 진행하는 것이었으며, 이러한 방식은 현대의 개인 맞춤형 의료와도 연결될 수 있다. 예를 들어, 계지탕 같은 처방은 단순히 약물의 투입보다는 체질과 병증을 종합적으로 고려해 처방되었고, 당시와 현대의 한약재 차이에 대한 연구도 계속되고 있다.

## 같이 보기
- 한약
- 중의학
- 한의학

1. ↑  “[최자영의 금요칼럼] 히포크라테스 선서와 그 의학 철학을 거꾸로 실천하는 한국 의사들 - 함익병피부과 ‘의대정원 1,000명 증원 잘못된 정책’에 부쳐”. 2024년 3월 16일. 2024년 9월 19일에 확인함.
2. ↑   http://se-cu.com/ndsoft/error.html. 2024년 9월 19일에 확인함. |제목=이(가) 없거나 비었음 (도움말)